# A Letter to Three Wives
A Letter to Three Wives is een film uit 1949 onder regie van Joseph L. Mankiewicz. De film is gebaseerd op John Klempners boek Letter to Five Wives.
De film zou eigenlijk A Letter to Four Wives heten. Mankiewicz vertelde aan Darryl F. Zanuck dat hij het te lang vond. Zanuck stelde toen voor een vrouw te verwijderen uit de film. Anne Baxter zou de vierde vrouw spelen, maar zij werd gekozen om uit de film geschreven te worden, omdat Zanuck vond dat de bijdrage van Baxters personage niet sterk genoeg was vergeleken met de andere drie.
De film werd voor drie categorieën genomineerd bij de Oscars van 1950. Joseph L. Mankiewicz won de Oscar voor Beste Regisseur en kreeg ook de Oscar voor Beste scenario. Daarnaast werd de film ook genomineerd voor Beste Film.

## Verhaal
De film vertelt het verhaal van drie getrouwde koppels in een kleine stad. De drie vrouwen ontvangen een brief als ze op het punt staan met de familie een tochtje op de rivier te maken en vervolgens een picknick te houden. In de brief staat dat de vierde vrouw met een van hun mannen ervandoor is gegaan. Een serie van flashbacks beschrijft waarom de mannen van de vrouwen zo hun eigen redenen kunnen hebben om ervandoor te gaan. Een vrouw groeide op op een boerderij en heeft te weinig levenservaring gehad om zich op sociaal gebied op haar gemak te voelen. Een andere vrouw richt zich alleen op haar carrière als schrijfster voor een radiosoap. Haar man voelt zich niet mans genoeg, omdat zij voor het inkomen zorgt. De derde vrouw is in armoede opgegroeid en trouwde met de rijke eigenaar van een reeks winkels om een beter leven te krijgen. Ze konden nooit goed met elkaar overweg.

## Rolverdeling

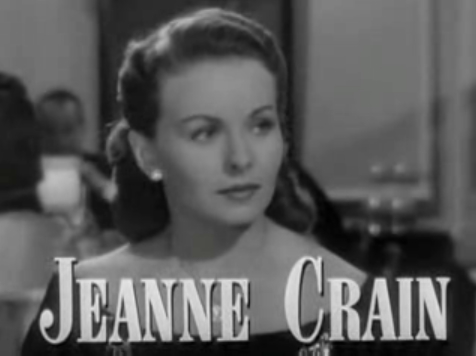
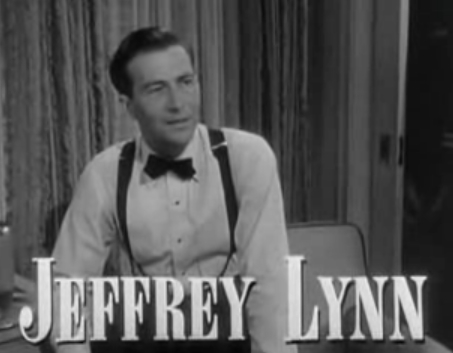
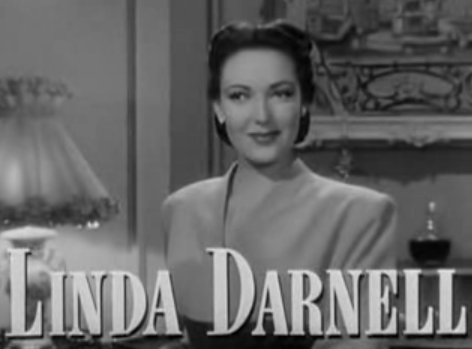
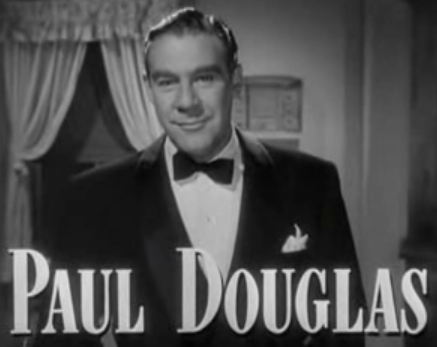
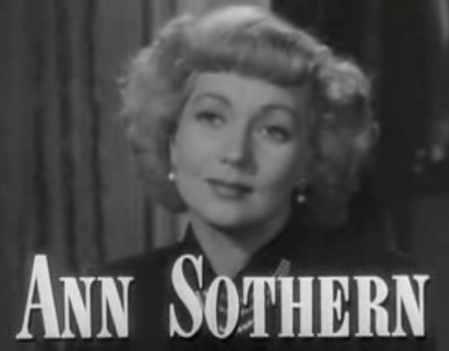
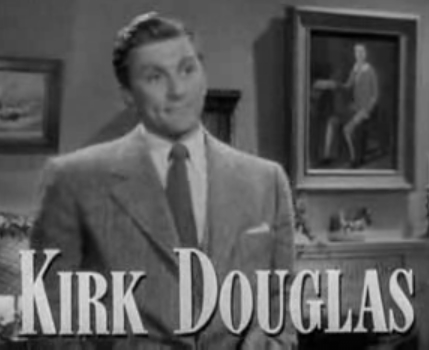

| Acteur           | Personage               |
| ---------------- | ----------------------- |
| Jeanne Crain     | Deborah Bishop          |
| Linda Darnell    | Lora Mae Hollingsway    |
| Ann Sothern      | Rita Phipps             |
| Kirk Douglas     | George Phipps           |
| Paul Douglas     | Porter Hollingsway      |
| Barbara Lawrence | Georgiana 'Babe' Finney |
| Jeffrey Lynn     | Brad Bishop             |
| Connie Gilchrist | Mrs. Ruby Finney        |
| Florence Bates   | Mrs. Manleigh           |
| Hobart Cavanaugh | Mr. Manleigh            |
| Mae Marsh        | Miss Jenkins            |
| Thelma Ritter    | Sadie Dugan             |